# Omul merge după soare
Omul merge după soare (în rusă Человек идёт за солнцем) este un film artistic în culori, lansat în 1961 în Republica Sovietică Socialistă Moldovenească și regizat de Mihail Kalik. Unul din primele filme sovietice new wave, producția a marcat apariția „cinematografiei poetice” în timpul conducerii lui Hrușciov.
Filmul a fost criticat de autoritățile sovietice pentru aparenta lipsă de promovare a idealurilor sovietice, astfel încât începând cu 1971, anul emigrării lui Kalik în Israel, filmul nu mai putea fi închiriat.

## Subiect
Filmul prezintă o zi din viața unui copil. „Dacă mergi după soare, ajungi acolo de unde te-ai pornit”, a spus unul din prietenii lui Sandu. Auzind această frază, băiatul decide să urmeze și el soarele ca să vadă dacă e adevărat.
Plimbându-se prin oraș, Sandu întâlnește mai mulți oameni, fiecare cu istoria sa de viață: un vânzător de bilete de loterie; un savant de la „Institutul Soarelui”; un tânăr cu lupă; câțiva bărbați, proaspăt deveniți tătici, sub balcoanele maternității; o fată cu baloane multicolore, care se grăbea la o întâlnire; vânzători de fructe și legume, printre care un băiat care l-a servit cu pepene verde; un motociclist temerar executând manevre periculoase, care de fapt se dovedește a fi un bărbat de natură firavă, intimidat de soția sa; un șofer de camion, care nu aprobă relația surorii sale cu un bărbat suspicios; muncitori în construcție, care l-au invitat la prânz; un milițian care l-a mustrat pentru că ar fi „prea independent” („azi mergi după soare, mâine vei specula cu bilete la cinema”); o fată care stropește flori de floarea-soarelui și șeful său autoritar; un văcsuitor cu picioarele amputate după război; un băiat cu bule de săpun; un alai de oameni la înmormântare; peștișori de aur în havuz; apusul; o cafenea nocturnă.
După o zi lungă, Sandu este luat în brațe și condus acasă de câtre un muzicant militar. Pe drum, băiatul îi povestește aventurile prin care a trecut azi.

## Lansare
A fost lansat în anul 1962 și a avut parte de succes comercial, fiind vizionat de 8,7 milioane de spectatori în cinematografele din Uniunea Sovietică.